# Kossuth Pál
Kossuth Pál (Bodrogszög, Zemplén vármegye, 1887. március 8. – Budapest, 1966. október 11.) magyar földbirtokos, főszolgabíró, országgyűlési képviselő (1939–1944).

## Élete
Bodrogszögön született 1887-ben Kossuth Lajos és Chyzer Irma fiaként. Középiskolai éveit részben magántanulóként, otthonában abszolválta, részben a budapesti Ferenc József Nevelőintézet növendékeként, a II. kerületi katolikus főgimnáziumban. Érettségi után a budapesti tudományegyetemen folytatott jogi tanulmányokat; ezek lezárását követően az államtudományok doktorává avatták.
Tanulmányait befejezve közigazgatási szolgálatba lépett: közigazgatási gyakornokként helyezkedett el, Zemplén vármegyében, majd 1910-ben szolgabíróvá, két évvel később pedig tiszteletbeli főszolgabíróvá tették meg. Az első világháború idején, 1915-ben önként jelentkezett katonai szolgálatra, s mint az 1. honvéd huszárezred zászlósa, később hadnagya, az orosz hadszíntéren több ütközetben vett részt.
1916-ban megsebesült, ezért felmentették a katonai szolgálat alól, és rövid időn belül főszolgabírói kinevezést kapott a sátoraljaújhelyi járásba. Az őszirózsás forradalom idején lemondott állásáról és a közélettől is visszavonult; a cseh megszállás évtizedeiben bodrogszögi és szőlőskei birtokán gazdálkodott. 1938 őszén, azt követően, hogy az első bécsi döntés eredményeként Felvidék magyar többségű területei visszakerültek az anyaországhoz, újból a sátoraljaújhelyi járás élére állították.
1939 áprilisában a Magyar Élet Pártja színeiben országgyűlési képviselőnek jelölték – majd a választáson mandátumot is szerzett, a sátoraljaújhelyi választókerületben –, ezért újból leköszönt főszolgabírói posztjáról és visszatért a gazdálkodáshoz.